# Château de Poudelay
Le château de Poudelay se trouve dans le Volvestre sur la commune de Fabas, en Ariège, en France.

## Localisation
Situé au nord-est du village dans un environnement forestier, le château est desservi à partir de la RD 635 et le ruisseau de la Piche passe en contrebas. C'est une propriété privée qui ne se visite pas.

## Historique
L'histoire de cet élégant château est intimement liée à la famille de gentilshommes verriers de Verbigier de Saint-Paul, venue dans le Volvestre ariégeois pour y exploiter les denses forêts permettant la fabrication du verre et dont la présence dans les environs de Sainte-Croix-Volvestre est attestée par des actes notariés dès 1544.
Ayant vécu au château, les membres les plus éminents de cette famille noble sont Paul de Verbigier de Saint-Paul (1775-1850), général de l'Empire, et son fils né de l'alliance avec Charlotte de Foix-Fabas, Gaston de Verbigier de Saint-Paul (1821-1878), sénateur et député de l'Ariège dont un des hommes de confiance fut Octave Mirbeau.
L'artiste Jean-Luc Parant y a résidé dans les années 1980-90.
Le château est partiellement inscrit à l'inventaire des monuments historiques par arrêté du 21 janvier 1997 pour les toitures, la façade et le salon du premier étage au papier peint panoramique.

## Description
Un faux donjon avec un toit élevé donne de l'envergure à l'édifice.
À l'intérieur, un salon situé au premier étage du corps central propose un papier peint panoramique de la manufacture Joseph Dufour, les Vues d'Italie, datant des années 1820.

## Parc
Une chapelle située à moins de 30 m du château s'y trouve.

## Valorisation du patrimoine
Au gré des changements de propriétaire, le château a connu des destinations différentes.